# Hellisay
Hellisay är en ö i Storbritannien.   Den ligger i kommunen Yttre Hebriderna och riksdelen Skottland, i den nordvästra delen av landet, 800 km nordväst om huvudstaden London. Arean är 3,2 kvadratkilometer.
Terrängen på Hellisay är platt. Öns högsta punkt är 91 meter över havet. Den sträcker sig 2,4 kilometer i nord-sydlig riktning, och 2,7 kilometer i öst-västlig riktning.